# Quan hệ Pháp – Tây Ban Nha
Quan hệ Pháp – Tây Ban Nha (tiếng Anh: France–Spain relations hay French–Spanish) hay quan hệ Pháp – Tây là quan hệ song phương giữa Pháp và Tây Ban Nha, trong đó cả hai đều có chung đường biên giới dài qua dãy Pyrenees, ngoại trừ một điểm bị Andorra cắt đứt. Là hai trong số những vương quốc hùng mạnh nhất của thời kỳ cận đại, Pháp và Tây Ban Nha đã tiến hành một cuộc chiến tranh kéo dài 24 năm (Chiến tranh Pháp – Tây Ban Nha) cho đến khi ký kết Hiệp ước Pyrenees vào năm 1659. Hiệp ước được ký kết trên Đảo Gà Lôi giữa hai quốc gia, kể từ đó đã trở thành một chế độ quản lý chung, thay đổi lòng trung thành của mình sau mỗi sáu tháng.
Cả hai quốc gia đều là thành viên của Liên minh châu Âu (và cả hai đều sử dụng đồng euro làm tiền tệ) và đều là thành viên của Ủy hội châu Âu, OECD, NATO, Liên minh Địa Trung Hải và Liên hợp quốc.

## Lịch sử

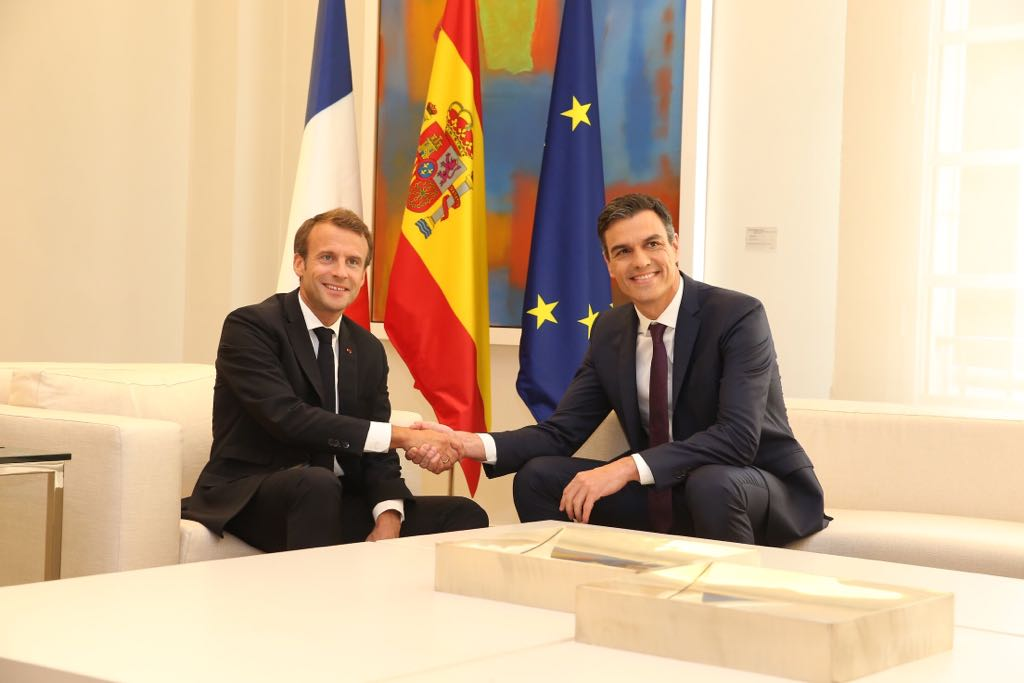
Thủ tướng Tây Ban Nha Pedro Sánchez và Tổng thống Pháp Emmanuel Macron gặp nhau tại Cung điện Moncloa ở Madrid; vào ngày 26 tháng 7 năm 2018.

Pháp là một trong những đối tác thương mại lớn nhất của Tây Ban Nha. Vào tháng 3 năm 2015, Felipe VI của Tây Ban Nha đã chọn đến Pháp làm chuyến thăm ngoại giao đầu tiên kể từ khi lên ngôi. Chuyến thăm được coi rộng rãi là một cách để ca ngợi mối quan hệ song phương tuyệt vời giữa Pháp và Tây Ban Nha.
Kể từ tháng 5 năm 2022, cả hai nước đều hoàn thiện Hiệp ước hữu nghị đầu tiên của mình. Theo cách này, Tây Ban Nha sẽ là quốc gia thứ ba mà Pháp đạt được vị thế như vậy trong quan hệ ngoại giao, sau Đức (năm 1963) và Ý (năm 2021). Do hậu quả của cuộc xâm lược Ukraine của Nga, các đề xuất mới về vận chuyển khí đốt tự nhiên qua châu Âu đã được xem xét lại. Theo nghĩa này, Pháp, Bồ Đào Nha và Tây Ban Nha sẽ thảo luận về việc phân bổ chi phí và thời hạn cho các dự án năng lượng mới, sẽ đưa hydro Xanh từ Bán đảo Iberia đến phần còn lại của lục địa.
Vào ngày 19 tháng 1 năm 2023, Thủ tướng Tây Ban Nha Pedro Sánchez và Tổng thống Pháp Emmanuel Macron đã ký Hiệp ước hữu nghị giữa hai nước.

## Các phái đoàn ngoại giao thường trú
| của Pháp ở Tây Ban Nha - Madrid (Đại sứ quán) - Barcelona (Tổng Lãnh sự quán) - Bilbao (Tổng Lãnh sự quán) - Seville (Tổng Lãnh sự quán) | của Tây Ban Nha ở Pháp - Paris (Đại sứ quán) - Bayonne (Tổng Lãnh sự quán) - Bordeaux (Tổng Lãnh sự quán) - Lyon (Tổng Lãnh sự quán) - Montpellier (Tổng Lãnh sự quán) - Marseille (Tổng Lãnh sự quán) - Pau (Tổng Lãnh sự quán) - Perpignan (Tổng Lãnh sự quán) - Strasbourg (Tổng Lãnh sự quán) - Toulouse (Tổng Lãnh sự quán) |

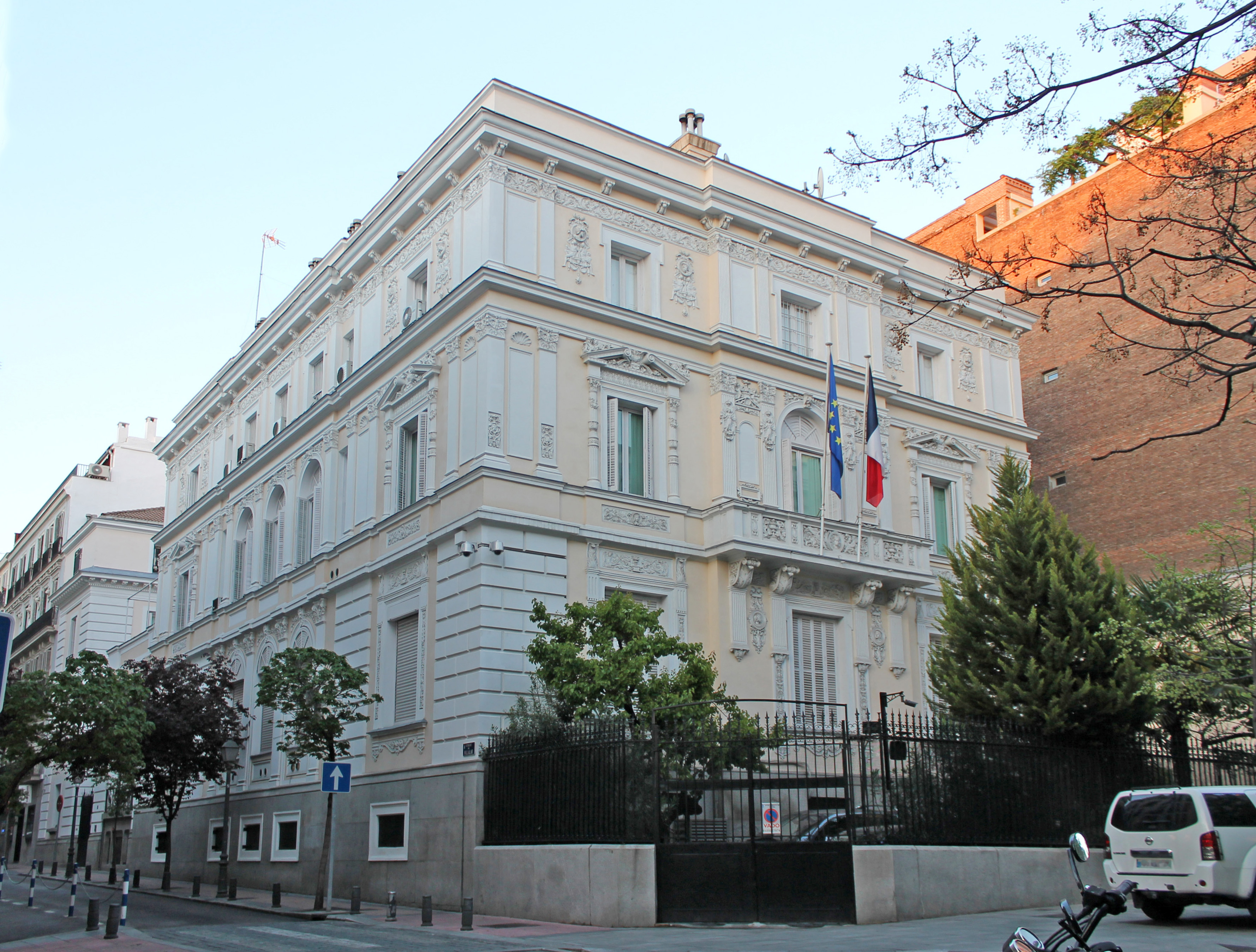
Đại sứ quán Pháp tại Madrid
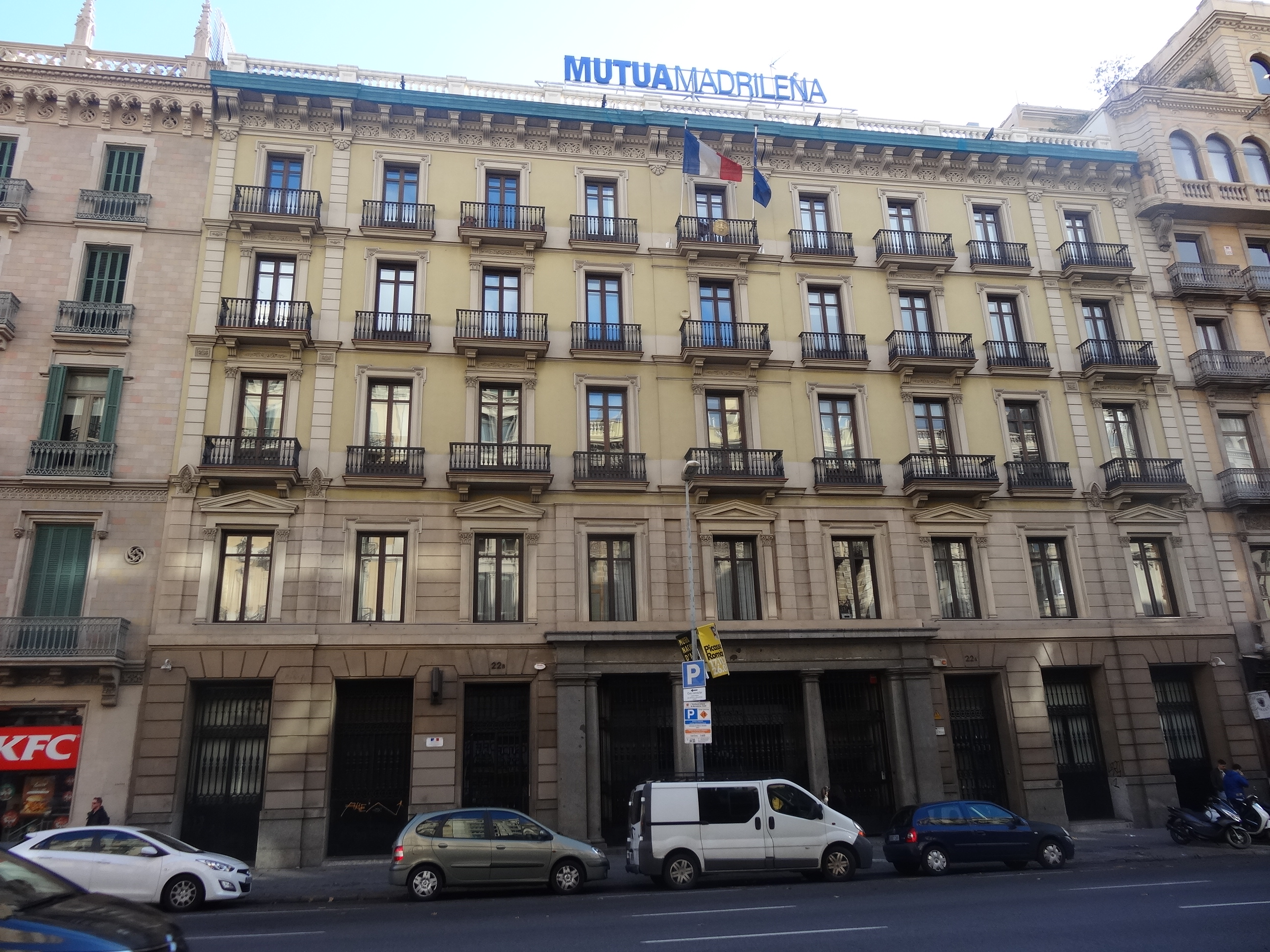
Tổng Lãnh sự quán Pháp tại Barcelona

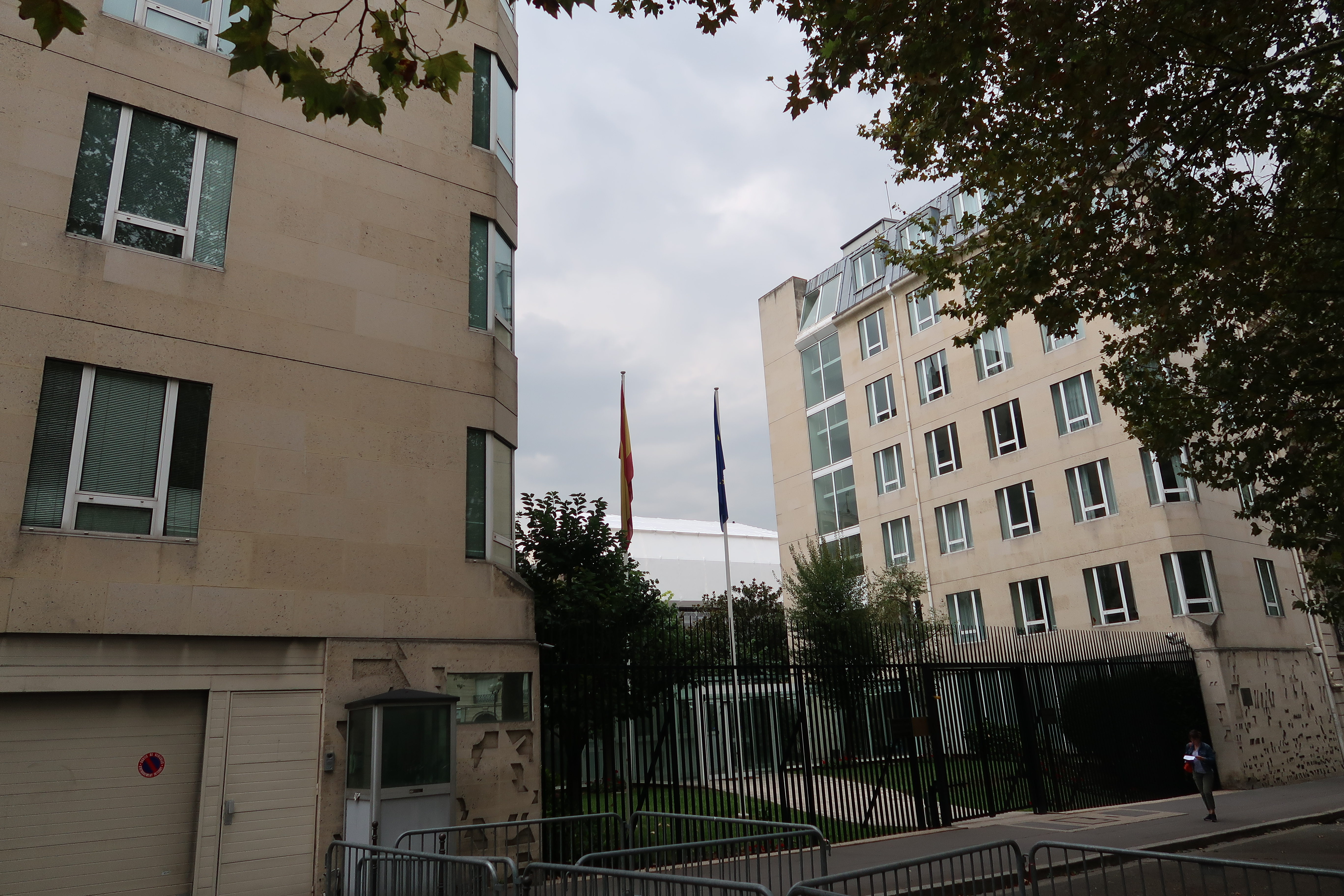
Đại sứ quán Tây Ban Nha tại Paris
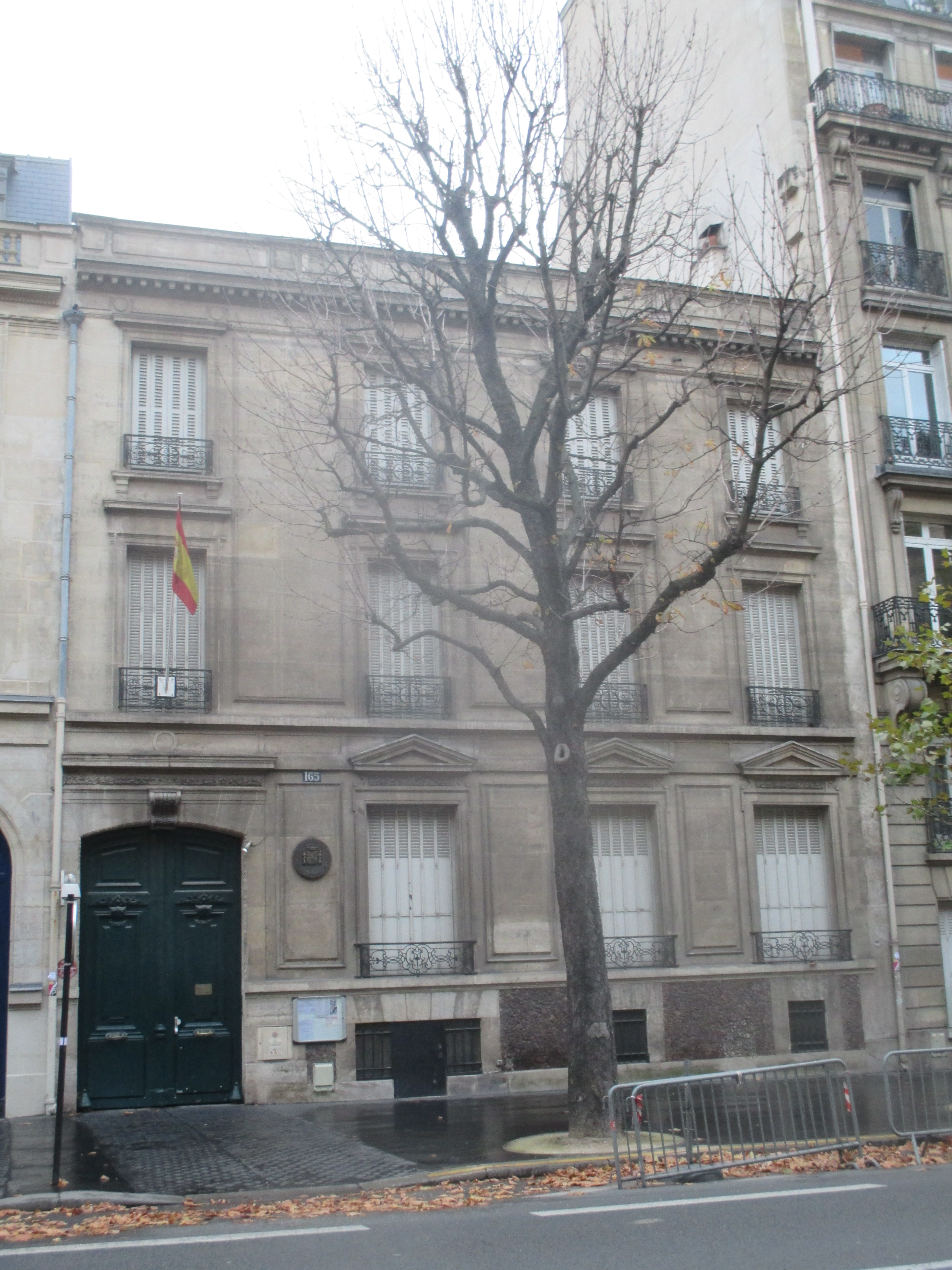
Tổng Lãnh sự quán Tây Ban Nha tại Paris
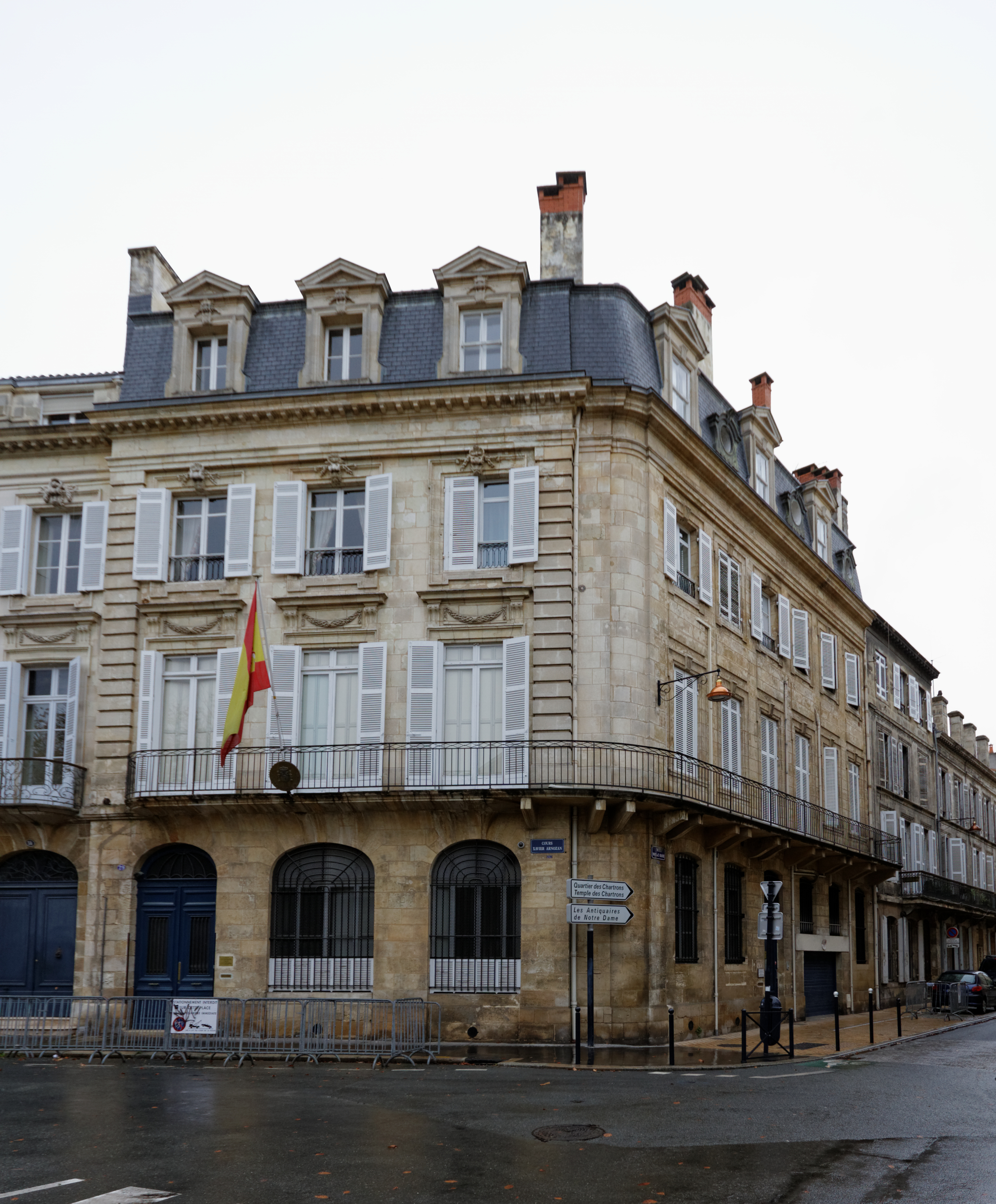
Tổng Lãnh sự quán Tây Ban Nha tại Bordeaux
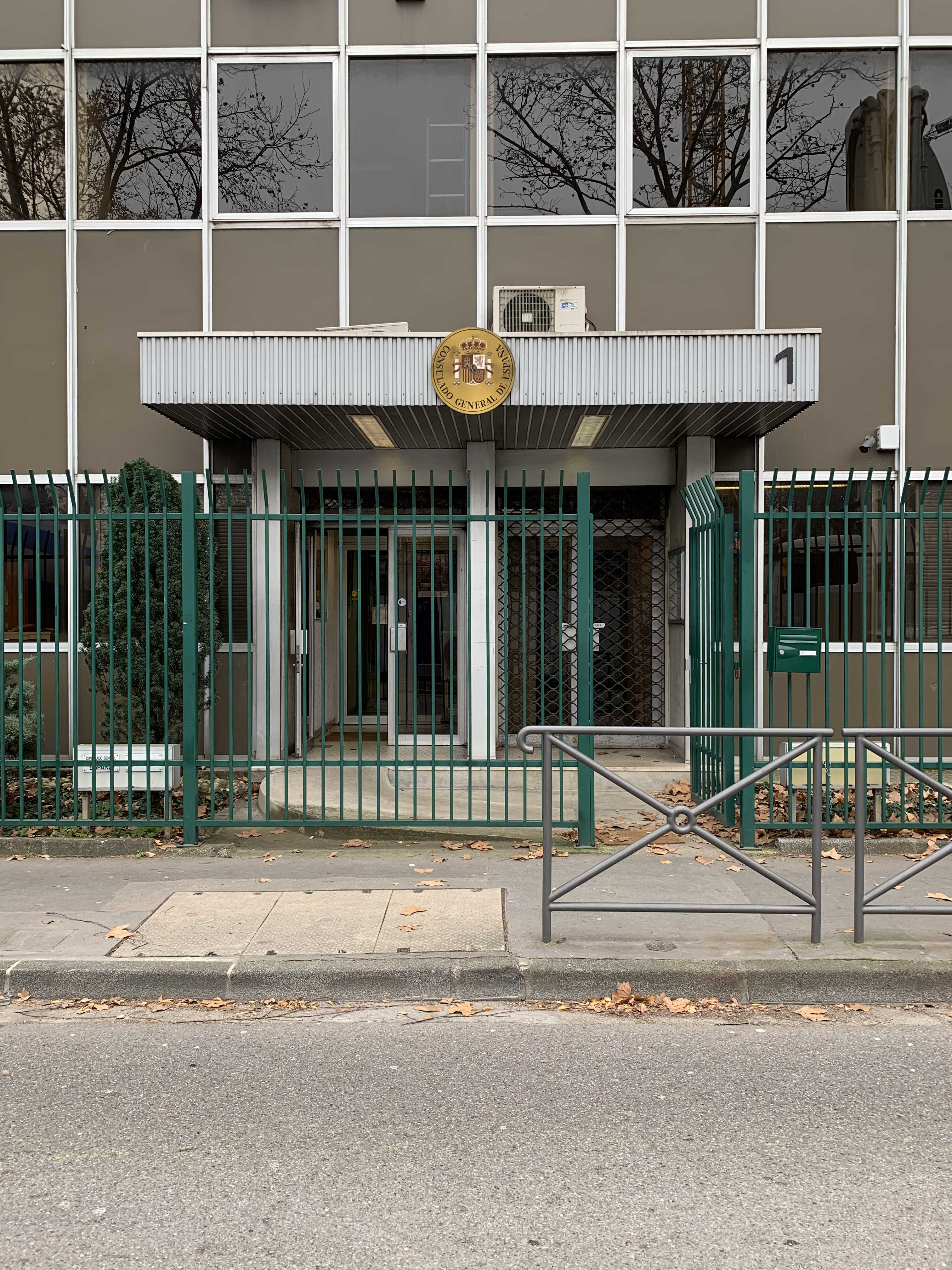
Tổng Lãnh sự quán Tây Ban Nha tại Lyon
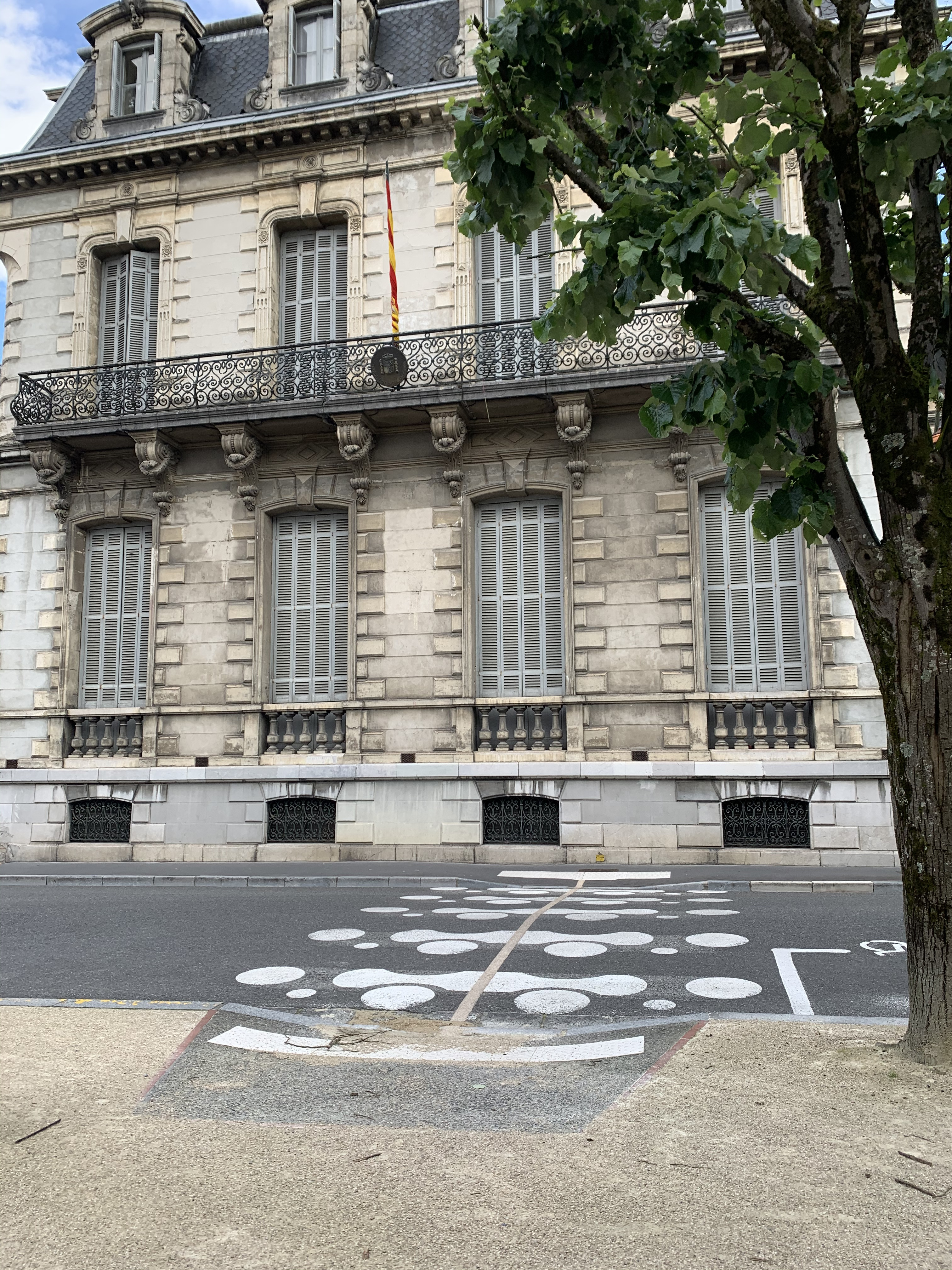
Tổng Lãnh sự quán Tây Ban Nha tại Pau